# هیکارو نائوموتو
هیکارو ناوموتو (انگلیسی: Hikaru Naomoto؛ زادهٔ ۳ مارس ۱۹۹۴) بازیکن فوتبال اهل ژاپن است که در تیم‌های ملی فوتبال زیر ۱۷ سال زنان ژاپن، زیر ۲۰ سال زنان ژاپن، و زنان ژاپن بازی کرده‌است.